# برنهارد ویکی
برنهارد ویکی (آلمانی: Bernhard Wicki; ۲۸ اکتبر ۱۹۱۹ – ۳ ژانویهٔ ۲۰۰۰) کارگردان فیلم و هنرپیشه اهل اتریش بود. وی بین سال‌های ۱۹۴۰ تا ۱۹۹۴ میلادی فعالیت می‌کرد.
از فیلم‌هایی که وی در آن نقش داشته است می‌توان به زن چپ‌دست، پاریس، تگزاس، حرکات خطرناک، کارلوس و شب اشاره کرد.